# 行者還岳
行者還岳（ぎょうじゃがえりだけ）は、奈良県の天川村と上北山村にまたがる標高1,546mの山。
その険しい山容により、役行者をして一度は引き返させたという伝承からこの名が与えられている。

## 地理・概要
大峰山脈の北部にあたり、北に山上ヶ岳・大普賢岳、南西方に弥山・八経ヶ岳が連なる稜線の上に位置する。頂上は、この稜線を通る大峯奥駈道からは、徒歩にして10分程度離れたところにある。

## 登山ルート
行者還岳にはいくつかのルートから登ることができる。最も登山者が多いのは、国道309号の行者還トンネル西口からのルートである。1時間50分ほどで登頂することができる。同じ行者還トンネルの東口からのルートもあり、こちらは2時間15分ほどが必要である。また、大峯奥駈道を通って南北からアプローチすることもできる。弥山からは3時間半、大普賢岳からは4時間程度の時間が必要である。

## 周辺の山小屋
- 行者還避難小屋（無人）

## ギャラリー

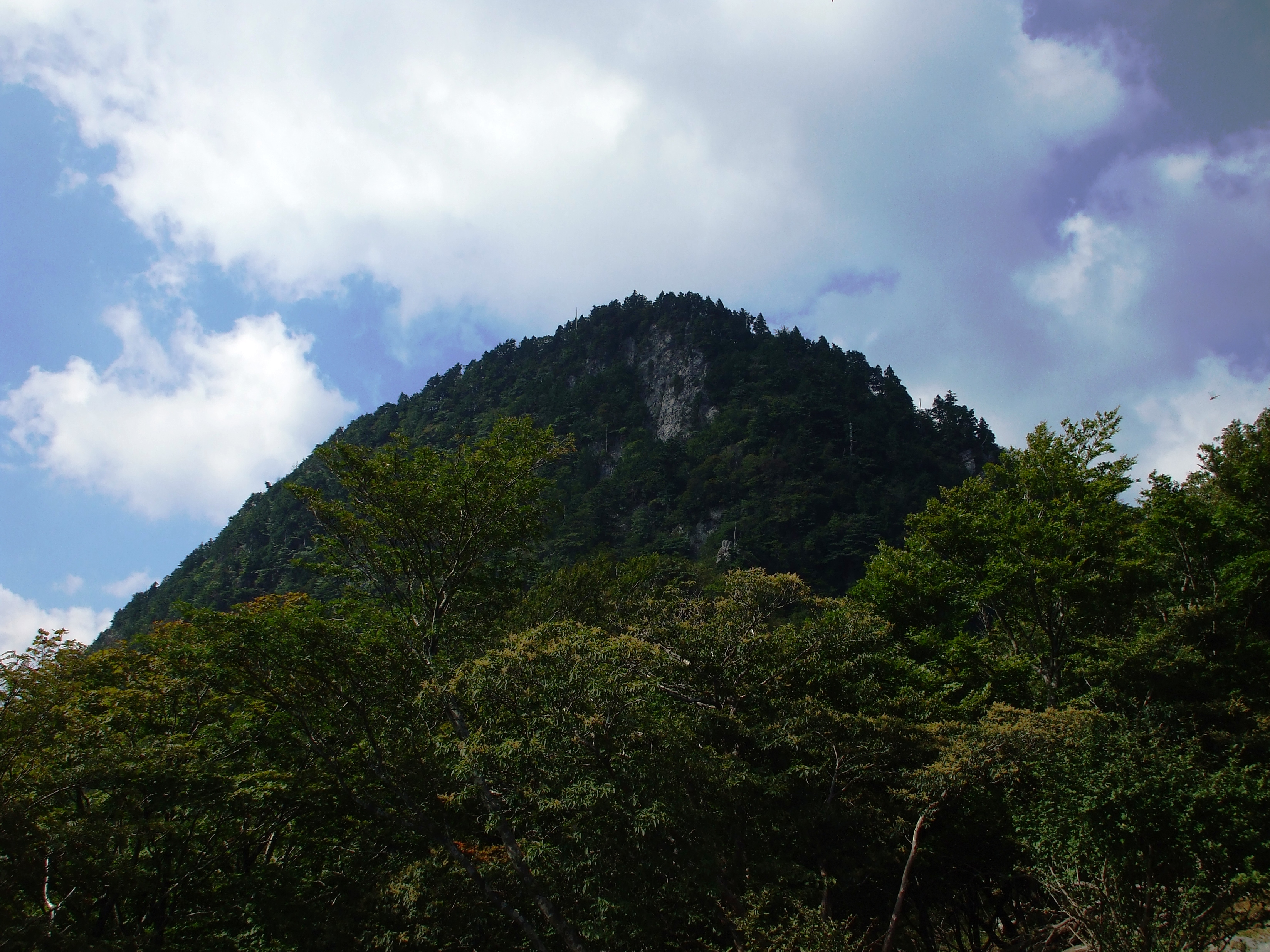
南方より見た行者還岳
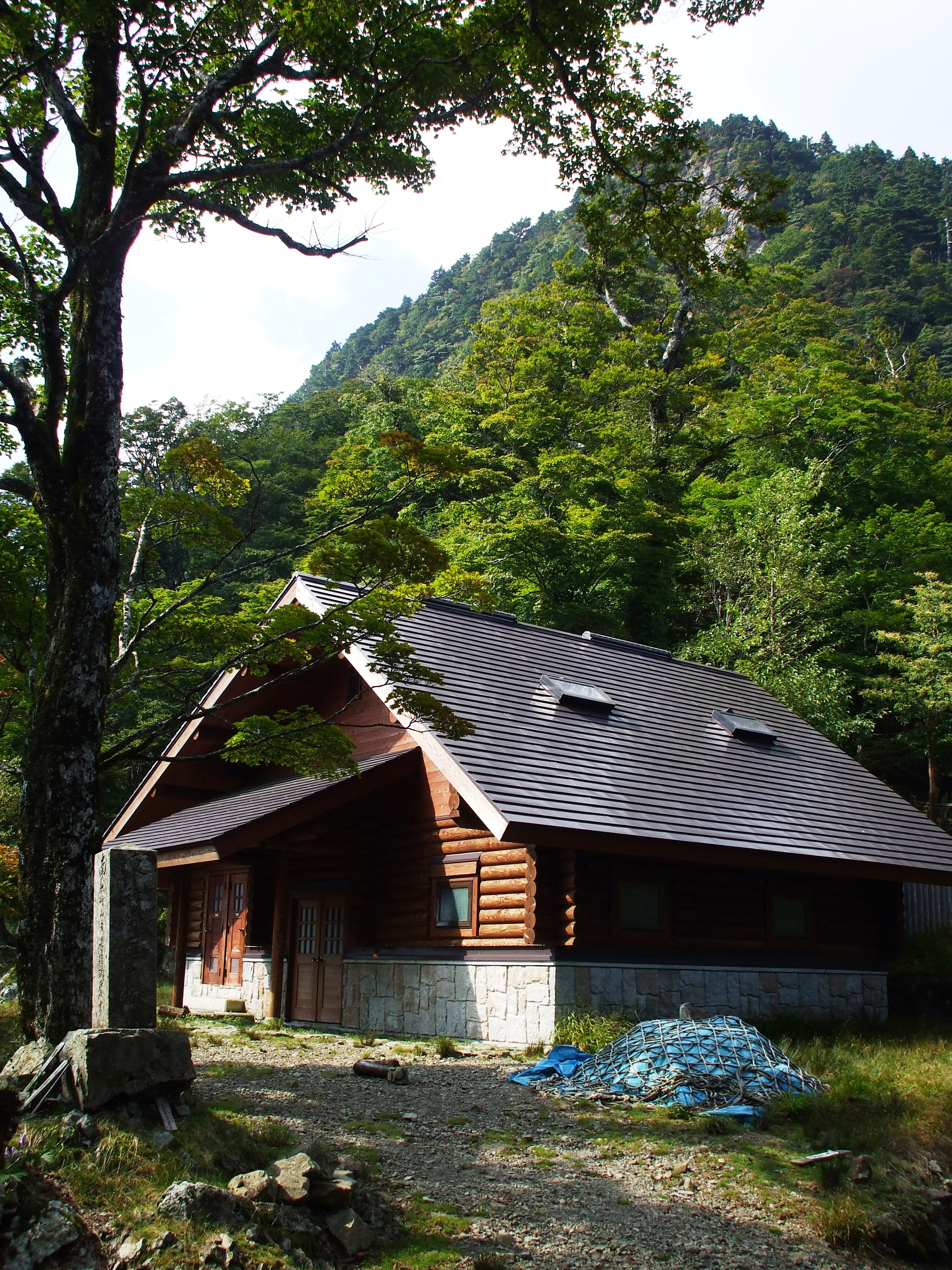
行者還岳避難小屋と行者還岳
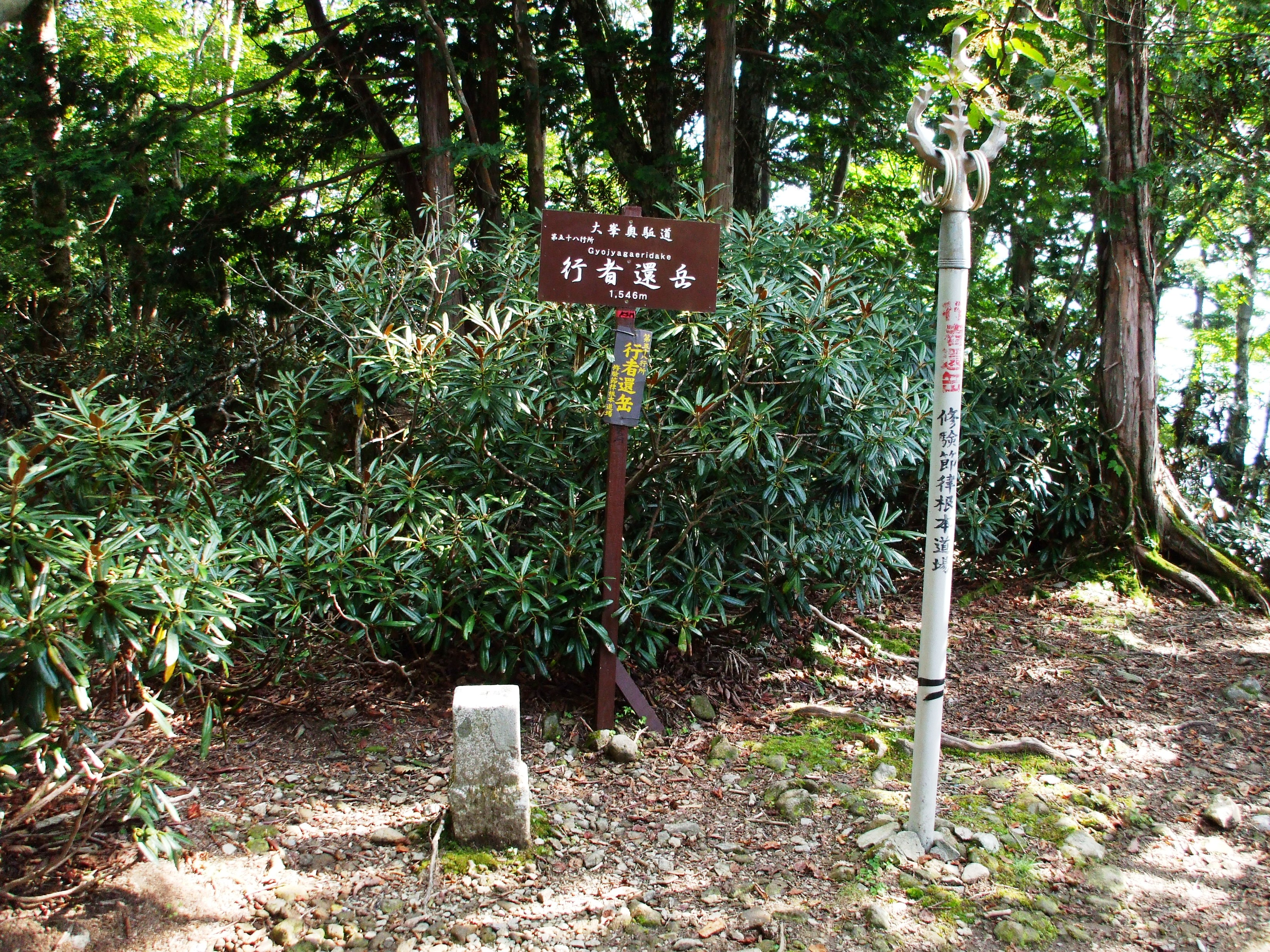
行者還岳頂上の様子
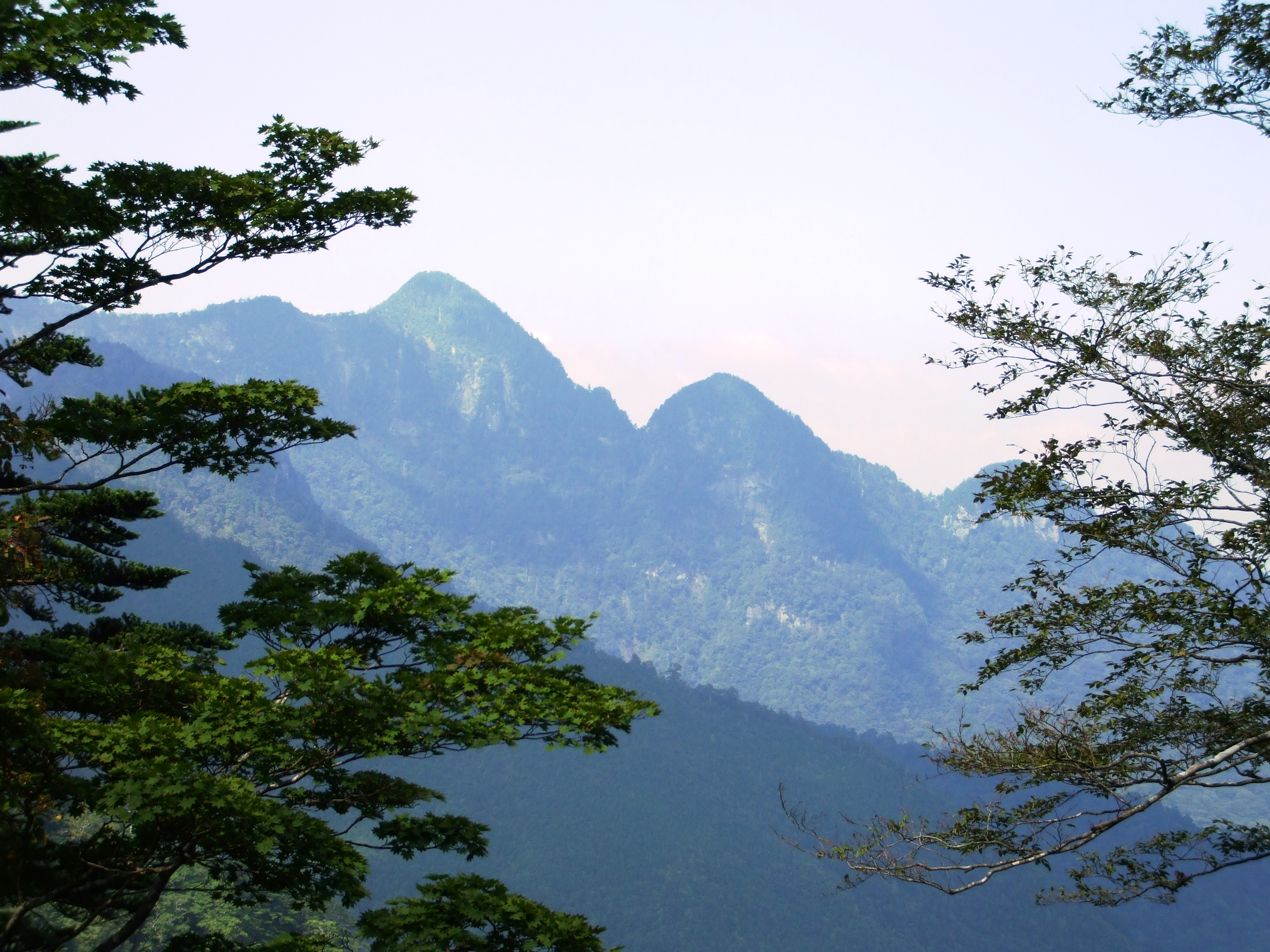
行者還岳から見た大普賢岳